# Liste des communes de Mayotte

Carte des communes de Mayotte.

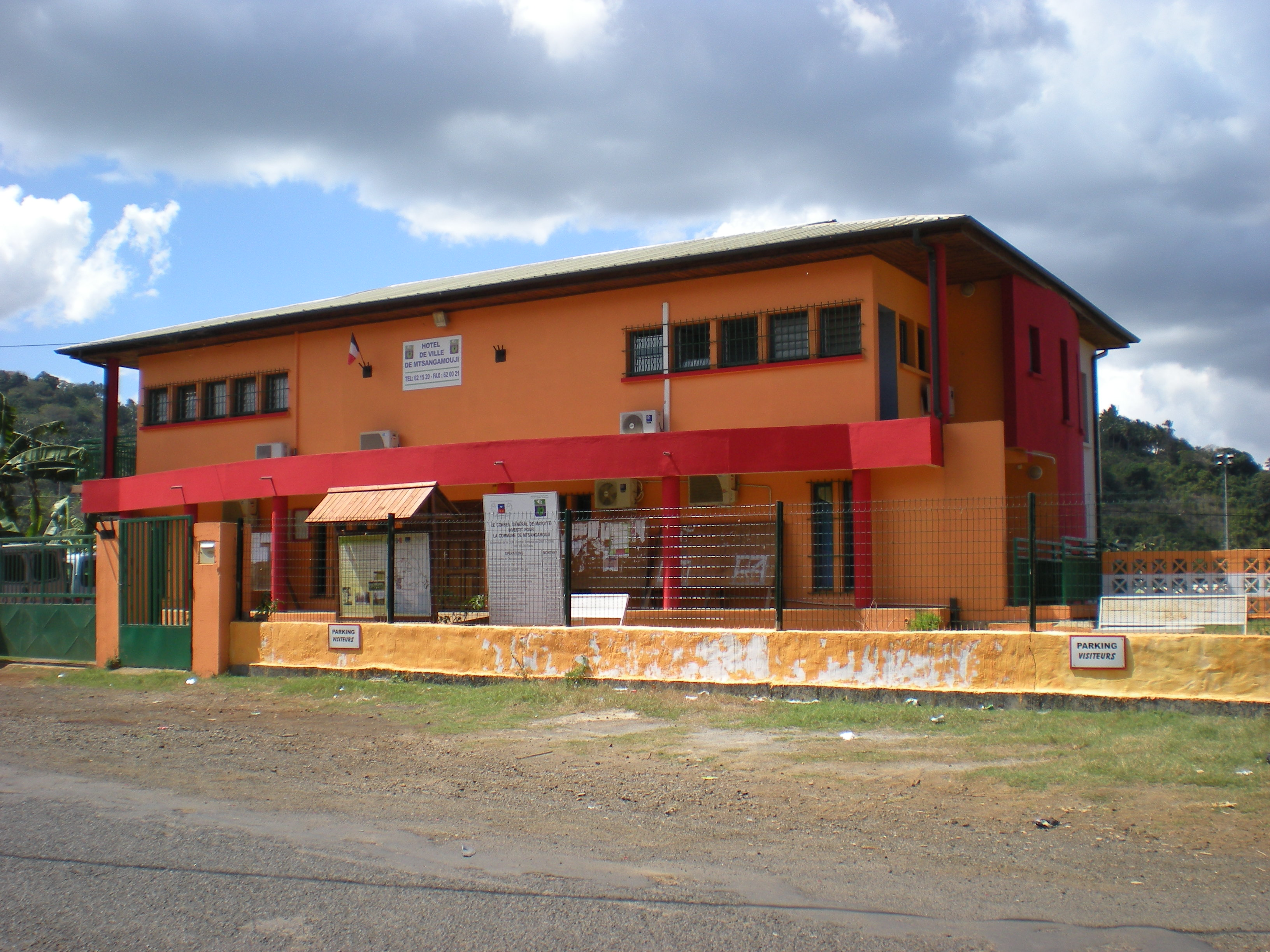
Hôtel de ville de M'Tsangamouji.

Cette page liste les 17 communes du département français de Mayotte au 1er janvier 2025.
Toutes les communes sont situées sur l'île de Grande-Terre, à l'exception de Dzaoudzi et Pamandzi, situées sur Petite-Terre.
Chaque commune est généralement constituée de plusieurs villages.

## Historique
La liste des communes a été définie par le décret no 77-509 du 18 mai 1977 portant organisation administrative de la collectivité territoriale de Mayotte. Le 2 juillet 1977 un additif est paru décrivant la délimitation géographique de chaque commune.

## Liste des communes
Depuis 2007, Mayotte porte le numéro 976.
La taille moyenne des communes est 21,95 km2, tandis que la taille médiane est 20,51 km2, légèrement supérieure à la taille moyenne et médiane des communes françaises métropolitaines (14,88 et 10,73 km2 respectivement).
Mayotte compte 256 518 habitants au total au recensement de 2017, pour une densité de population moyenne de 682,2 hab./km2, presque cinq fois celle de la France métropolitaine. La population moyenne des communes est de 15 089 habitants, tandis que la population médiane est de 10 282 habitants, très largement supérieure à la population moyenne et médiane des communes françaises (1 542 et 380 habitants respectivement).
Le tableau suivant donne la liste des communes au 1er janvier 2025, en précisant leur code Insee, leur code postal principal, leur canton, leur intercommunalité, leur superficie, leur population et leur densité, d'après les chiffres de l'Insee issus du recensement de 2017.
| Nom                    | Code Insee | Code postal | Canton                              | Intercommunalité            | Superficie (km2) | Population (dernière pop. légale) | Densité (hab./km2) | Modifier                                    |
| ---------------------- | ---------- | ----------- | ----------------------------------- | --------------------------- | ---------------- | --------------------------------- | ------------------ | ------------------------------------------- |
| Mamoudzou (préfecture) | 97611      | 97600 97605 | Mamoudzou-1 Mamoudzou-2 Mamoudzou-3 | CA de Dembeni-Mamoudzou     | 42,30            | 71 437 (2017)                     | 1 689              | modifier les données · modifier les données |
| Acoua                  | 97601      | 97630       | Mtsamboro                           | CA du Grand Nord de Mayotte | 13,11            | 5 192 (2017)                      | 396                | modifier les données · modifier les données |
| Bandraboua             | 97602      | 97650       | Bandraboua Mtsamboro                | CA du Grand Nord de Mayotte | 32,11            | 13 989 (2017)                     | 436                | modifier les données · modifier les données |
| Bandrele               | 97603      | 97660       | Bouéni Dembeni                      | CC du Sud                   | 36,56            | 10 282 (2017)                     | 281                | modifier les données · modifier les données |
| Bouéni                 | 97604      | 97620       | Bouéni                              | CC du Sud                   | 14,29            | 6 189 (2017)                      | 433                | modifier les données · modifier les données |
| Chiconi                | 97605      | 97670       | Ouangani                            | CC du Centre-Ouest          | 8,26             | 8 295 (2017)                      | 1 004              | modifier les données · modifier les données |
| Chirongui              | 97606      | 97620       | Sada                                | CC du Sud                   | 28,76            | 8 920 (2017)                      | 310                | modifier les données · modifier les données |
| Dembeni                | 97607      | 97660       | Dembeni                             | CA de Dembeni-Mamoudzou     | 38,38            | 15 848 (2017)                     | 413                | modifier les données · modifier les données |
| Dzaoudzi               | 97608      | 97615       | Dzaoudzi                            | CC de Petite-Terre          | 7,87             | 17 831 (2017)                     | 2 266              | modifier les données · modifier les données |
| Kani-Kéli              | 97609      | 97625       | Bouéni                              | CC du Sud                   | 20,59            | 5 507 (2017)                      | 267                | modifier les données · modifier les données |
| Koungou                | 97610      | 97600       | Bandraboua Koungou                  | CA du Grand Nord de Mayotte | 28,41            | 32 156 (2017)                     | 1 132              | modifier les données · modifier les données |
| M'Tsangamouji          | 97613      | 97650       | Tsingoni                            | CC du Centre-Ouest          | 21,84            | 6 432 (2017)                      | 295                | modifier les données · modifier les données |
| Mtsamboro              | 97612      | 97630       | Mtsamboro                           | CA du Grand Nord de Mayotte | 16,41            | 7 705 (2017)                      | 470                | modifier les données · modifier les données |
| Ouangani               | 97614      | 97670       | Ouangani                            | CC du Centre-Ouest          | 19,05            | 10 203 (2017)                     | 536                | modifier les données · modifier les données |
| Pamandzi               | 97615      | 97615       | Pamandzi                            | CC de Petite-Terre          | 4,24             | 11 442 (2017)                     | 2 699              | modifier les données · modifier les données |
| Sada                   | 97616      | 97640       | Sada                                | CC du Centre-Ouest          | 10,26            | 11 156 (2017)                     | 1 087              | modifier les données · modifier les données |
| Tsingoni               | 97617      | 97680       | Tsingoni                            | CC du Centre-Ouest          | 34,42            | 13 934 (2017)                     | 405                | modifier les données · modifier les données |
| Mayotte                | 976        |             |                                     |                             | 376,00           | 256 518 (2017)                    | 682                | modifier les données                        |

## Données démographiques détaillées
Les communes de Mayotte connaissent une croissance extrêmement rapide de leur population, de plus de 13 % entre 2002 et 2007 alors que la France connaît à cette même époque une croissance seulement de 3,559 %. Dans les années suivantes, notamment entre 2007 et 2012 et entre 2012 et 2017, la France voit le pourcentage de croissance de sa population baisser respectivement à 2,562 % puis 1,919 % alors que la population mahoraise croit à l'inverse respectivement de 15,816 % puis de 17,310 %.
| Nom           | Population | Population                    | Population | Population                    | Population | Population                    | Population |
| Nom           | 2002       | Taux d'accroissement2002/2007 | 2007       | Taux d'accroissement2007/2012 | 2012       | Taux d'accroissement2012/2017 | 2017       |
| ------------- | ---------- | ----------------------------- | ---------- | ----------------------------- | ---------- | ----------------------------- | ---------- |
| Mamoudzou     | 45 646     | 16,378%                       | 53 122     | 7,829%                        | 57 281     | 24,713%                       | 71 437     |
| Koungou       | 15 383     | 28,993%                       | 19 843     | 33,488%                       | 26 488     | 21,398%                       | 32 156     |
| Dzaoudzi      | 12 311     | 24,718%                       | 15 354     | -6,793%                       | 14 311     | 24,596%                       | 17 831     |
| Dembeni       | 7 825      | 29,597%                       | 10 141     | 7,711%                        | 10 923     | 45,088%                       | 15 848     |
| Bandraboua    | 7 501      | 20,237%                       | 9 019      | 12,341%                       | 10 132     | 38,068%                       | 13 989     |
| Tsingoni      | 7 856      | 18,164%                       | 9 283      | 12,614%                       | 10 454     | 33,289%                       | 13 934     |
| Pamandzi      | 7 510      | 20,999%                       | 9 087      | 8,859%                        | 9 892      | 15,669%                       | 11 442     |
| Sada          | 6 963      | 15,080%                       | 8 013      | 27,231%                       | 10 195     | 9,426%                        | 11 156     |
| Bandrele      | 5 537      | 23,587%                       | 6 843      | 15,227%                       | 7 885      | 30,399%                       | 10 282     |
| Ouangani      | 5 569      | 18,495%                       | 6 599      | 49,023%                       | 9 834      | 3,752%                        | 10 203     |
| Chirongui     | 5 696      | 16,099%                       | 6 613      | 21,685%                       | 8 047      | 10,849%                       | 8 920      |
| Chiconi       | 6 167      | 3,973%                        | 6 412      | 9,919%                        | 7 048      | 17,693%                       | 8 295      |
| Mtsamboro     | 7 068      | -2,122%                       | 6 918      | 12,822%                       | 7 805      | -1,281%                       | 7 705      |
| M'Tsangamouji | 5 382      | -6,503%                       | 5 032      | 25,477%                       | 6 314      | 1,869%                        | 6 432      |
| Bouéni        | 5 151      | 2,854%                        | 5 298      | 20,838%                       | 6 402      | -3,327%                       | 6 189      |
| Kani-Kéli     | 4 336      | 4,428%                        | 4 528      | 8,657%                        | 4 920      | 11,931%                       | 5 507      |
| Acoua         | 4 605      | 0,413%                        | 4 624      | 1,946%                        | 4 714      | 10,140%                       | 5 192      |
| Total         | 160 506    | 13,846%                       | 186 729    | 15,816%                       | 212 645    | 17,310%                       | 256 518    |

## Intercommunalités
Une première structure intercommunale est créée le 31 décembre 2014. Il s'agit de la Communauté de communes de Petite-Terre, qui regroupe les deux communes de Dzaoudzi et Pamandzi. Quatre autres structures sont créées le 31 décembre 2015. Ces cinq EPCI regroupent l'ensemble des communes de Mayotte.